# Encontro de Brioni
O Encontro de Brioni (em servo-croata:  Brionski sastanak) entre o presidente do Egito Gamal Abdel Nasser, o primeiro-ministro da Índia Jawaharlal Nehru e seu anfitrião, o presidente da Iugoslávia Josip Broz Tito, ocorreu nas Ilhas Brijuni, República Socialista da Croácia, República Socialista Federativa da Iugoslávia em 19 de julho de 1956.  A conferência foi uma das principais iniciativas entre os países não afiliados nem ao Bloco Oriental nem ao Bloco Ocidental no seu caminho para o estabelecimento do Movimento Não Alinhado na Cimeira de Belgrado de 1961.   120 jornalistas iugoslavos e estrangeiros acompanharam a reunião. 

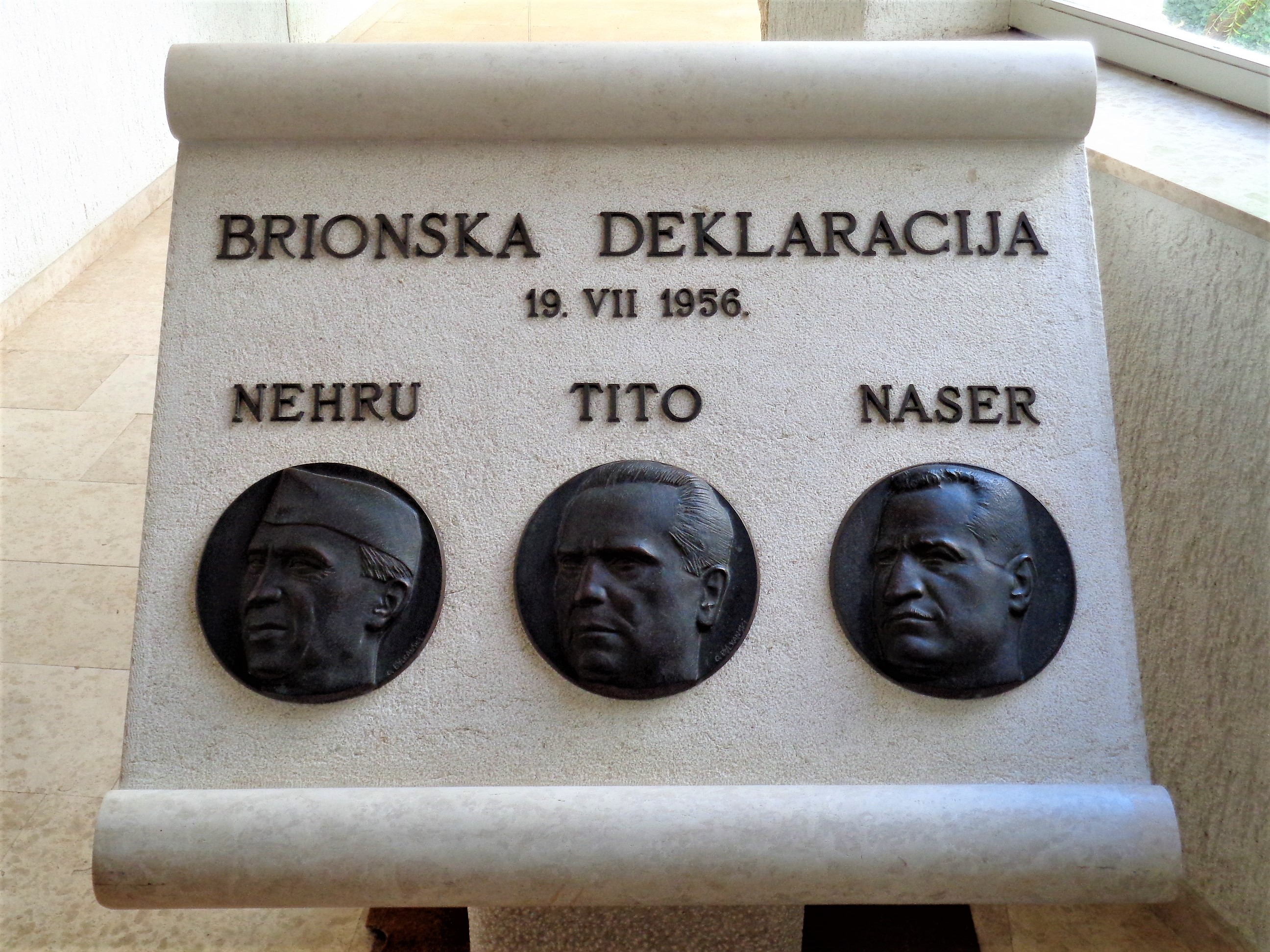
Placa de pedra memorial dedicada à Declaração de Brijuni nos Museus Brijuni, Ilhas Brijuni.

Os três líderes assinaram um documento conhecido como Declaração de Brioni, expressando que: 
"A paz não pode ser alcançada através da divisão, mas através da luta pela segurança colectiva à escala global. Alcançado pela expansão da área de liberdade, bem como pelo fim da dominação de um país sobre outro."   
A mídia francesa criticou os anfitriões iugoslavos por darem um papel proeminente à questão da luta de libertação na Argélia francesa, mas os analistas britânicos notaram a insistência de Nasser na questão, os esforços de moderação de Nehru e a decisão de Tito de não se reunir com representantes dos delegados argelinos durante a conferência. 